# Абдулазис Ислами
Абдулазис Ислами (на албански: Abdylazis Islami; на македонска литературна норма: Абдулазис Ислами) е поет, разказвач, романист и драматург от Република Македония.

## Биография
Роден е в 1930 година в тетовското село Гайре, тогава в Югославия. По произход е албанец. Завършва Педагогическа академия в Скопие. Работи като редактор в Радио Скопие. Член е на Дружеството на писателите на Македония от 1965 година. Умира в Тетово в 2005 година.